# Аспа (река)
Аспа — река в России, протекает в Пермском крае. Устье реки находится в 120 км по левому берегу реки Ирень, примерно в 8 км ниже села Уинское. Длина реки составляет 51 км.

## Притоки
- 12 км: Большая Уя
- 32 км: Усекай
- 33 км: Ключевка

## Данные водного реестра
По данным государственного водного реестра России относится к Камскому бассейновому округу, водохозяйственный участок реки — Сылва от истока и до устья, речной подбассейн реки — Кама до Куйбышевского водохранилища (без бассейнов рек Белой и Вятки). Речной бассейн реки — Кама.
Код объекта в государственном водном реестре — 10010100812111100013286.